# Parque nacional Hat Head
El Parque Nacional Hat Head es un parque nacional en Nueva Gales del Sur (Australia), ubicado a 356 km al noreste de Sídney.

## Datos
- Área: 74 km²
- Coordenadas: 31°04′49″S 153°01′49″E / -31.08028, 153.03028
- Fecha de Creación: 28 de julio de 1972
- Administración: Servicio Para la Vida Salvaje y los Parques Nacionales de Nueva Gales del Sur
- Categoría IUCN: II